# Bernhard Anton Katterbauer
Bernhard Anton Katterbauer (tschechisch: Bernard Antonín Katterbauer; † 13. September 1779 in Kuttenberg, Böhmen) war ein böhmischer Bildhauer und Holzschnitzer des Barocks.

## Leben
Bernhard Anton Katterbauer war der Sohn des Bildhauers Franz Martin Katterbauer. 1734 schuf er den Altar der Peter-und-Paul-Kirche in Kuttenberg. Ebenfalls in Kuttenberg stattete er – vermutlich zusammen mit dem Bildhauer Jan Karel Kovář – die Allerheiligen-Kirche aus und schuf für das Haus Nr. 85 die Statue des hl. Johannes. Er besaß in Kuttenberg zwei Häuser und ist für 1736 als Zunftmeister nachgewiesen. 1771 bekleidete er das Amt eines Primas der Kuttenberger Bergleute.